# Louis Hugh Wilson, Jr.
El general Louis Hugh Wilson, Jr. USMC (11 de febrer de 1920 – 21 de juny de 2005) va ser el 26è Comandant del Cos de Marines, condecorat amb la Medalla d'Honor per les seves accions durant la Batalla de Guam el 1944.

## Biografia
Louis Wilson va néixer a Brandon, Mississippi. Va assolir el grau de Batxiller en Arts el 1941 al Millsaps College, Jackson, Mississippi, on també jugà al futbol. Va ser membre actiu de la fraternitat Alpha Iota Chapter de Pi Kappa Alpha, iniciat el 23 de febrer de 1939.

### Carrera militar
Wilson s'allistà a la Reserva del Cos de Marines al maig de 1941, sent nomenat tinent de 2a al novembre d'aquell mateix any. Després de realitzar l'entrenament bàsic d'oficial, va ser destinat al 9è Regiment de Marines a la Base del Cos de Marines de San Diego, Califòrnia.

### Segona Guerra Mundial
El Tinent Wilson va ser destinat al teatre del Pacífic amb el 9è de Marines al febrer de 1943, combatent a Guadalcanal, Efate i Bougainville. Va ser promogut a capità a l'abril de 1943. Durant la batalla de Guam, entre el 25 i el 26 de juliol de 1944, mentre que comandava la Companyia F del Segon Batalló del novè de Marines, Wilson va guanyar la Medalla d'Honor quan la seva companyia rebutjà i destruí una força enemiga numèricament superior. A causa de les ferides rebudes, va ser evacuat a l'Hospital Naval de San Diego, on es va estar fins al 16 d'octubre de 1944.
El capità Wilson tornà com a comandant de la companyia D a les Casernes dels Marines de la base de Camp Pendleton, Califòrnia. Al desembre de 1944 va ser traslladat a Washington DC, on serví a les Casernes dels Marines. Mentre que estava a Washington va ser condecorat amb la Medalla d'Honor pel President Truman. Al març de 1945 va ser promogut a major.

### 1946 a 1965
Des de juny de 1946 i fins a l'agost de 1951, el Major Wilson va exercir com a Degà i Vice-Director de l'Institut del Cos de Marines; Aide-de-Camp, Comandant General, Força Marine de la Flota, Pacífic; i Oficial al Càrrec de l'Estació de Reclutament del Quarter General del Districte a Nova York.
Promogut a tinent coronel al novembre de 1951, mentre que estava destinat a Quantico, Virginia, serví com a Comandant de l'Acadèmia Bàsica del 1r Batalló d'Entrenament, Comandant de Camp Barrett i Oficial Executiu de The Basic School. L'agost de 1954 completà el curs d'oficial superior.
Després d'una breu estada com a instructor superior a l'Acadèmia dels Marines de Quantico, marxà a Corea per servir com a Assistent G-3 a la 1a Divisió de Marines. L'agost de 1955, tornà als Estats Units amb la 1a Divisió, sent nomenat comandant del 2n Batalló, 5è Marines de la 1a Divisió.
Al març de 1956, el tinent coronel Wilson va ser destinat al Quarter General del Cos de Marines on serví dos anys com a Comandant de la Secció d'Operacions, Divisió G-3. Després tornà a Quantico, primer com a Comandant del Regiment de Prova i Entrenament, i després com a Comandant de The Basic School.
Al juny de 1962, després de graduar-se a l'Acadèmia Nacional de Guerra, va ser destinat com a Coordinador de Planificació Conjunta del Vicecap d'Estat Major (Plans i Programes), HQMC.

### Guerra del Vietnam
Wilson va ser transferit a la 1a Divisió de Marines, i desplegat amb la divisió a l'agost de 1965, aturant-se a Okinawa abans d'anar a Vietnam. Com a Vicecap d'Estat Major, G-3, 1a Divisió de Marines, va ser condecorat amb la Legió del Mèrit i la Creu per Valentia amb Estrella d'Or de la República del Vietnam.

### 1966 a 1975
Després de tornar als Estats Units a l'agost de 1966, el ja coronel Wilson assumí el comandament del 6è Districte del Cos de Marines, Atlanta, Geòrgia. Promogut a Brigadier General al novembre de 1966, va ser destinat al Quarter General del Cos de Marines el gener de 1967, com a Assistent Jurídic del Comandant del Cos de Marines fins al juliol de 1968. A continuació serví com a Cap de l'Estat Major, Quarter General, Força Marine de la Flota, Pacífic, fins al març de 1970, guanyant una segona Legió del Mèrit.
Al març de 1970 va ser promogut al rang de Major General, assumint el comandament de la 1a Força Amfíbia Marine, 3a Divisió de Marines a Okinawa, rebent una tercera Legió del Mèrit pel seu servei.
L'abril del 1971, tornà a Quantico per servir com a Adjunt del Director del Centre Educatiu del Comandament de Desenvolupament i Educació del Cos de Marines. Va ser promogut a Tinent general a l'agost de 1972 i, l'1 de setembre d'aquell any, assumí el comandament de la Força Marine de la Flota, Pacífic. Durant aquest període, el Tinent general Wilson va ser condecorat amb l'Orde del Mèrit de Seguretat Nacional Coreana de 2a classe i la Legió d'Honor Filipina en grau de Comandant pels seus serveis a aquells països.

### Comandant del Cos de Marines
Wilson va ser promogut a General l'1 de juliol de 1975, en ser nomenat Comandant del Cos de Marines. Com a Comandant, el General Wilson perseguí la modernització del Cos de Marines post-Vietnam. Insistí en la disponibilitat, la capacitat de resposta i la mobilitat del Cos mantenint els moviments ràpids mitjançant unitats molt preparades, cadascuna consistent en un únic sistema integrat de potència de foc terrestre i aèria moderna, mobilitat tàctica i contramesures electròniques. El General Wilson va ser el primer Comandant del Cos de Marines en servir a temps complet en la Junta de Caps d'Estat Major.

### Després de l'exèrcit
El General Wilson es retirà el 30 de juny de 1979 i tornà a Mississippi. Pel seu "servei excepcionalment distingit" durant els seus quatre anys com a Comandant, i per les seves contribucions a la Junta de Caps d'Estat Major, va rebre la Medalla del Servei de Defensa Distingit en retirar-se.
Va morir a casa seva a Birmingham, Alabama, el 21 de juny de 2005. Com a antic Comandant del Cos de Marines, totes les banderes dels vaixells i estacions del Departament de Marina van onejar a mig pal des del moment de la seva mort fins a la posta de sol del dia de l'enterrament. El general Wilson va ser enterrat amb honors militars complets al Cementiri Nacional d'Arlington el 19 de juliol del 2005.

## Condecoracions
El General Wilson va rebre les següents condecoracions:
- Medalla d'Honor
- Medalla del Servei de Defensa Distingit
- Legió del Mèrit (3)
- Cor Porpra (3)
- Medalla de la Menció Encomiable a la Marina i al Cos de Marines
- Citació Presidencial d'Unitat de la Marina i el Cos de Marines (2)
- Elogi d'Unitat Naval
- Medalla del Servei de Defensa Americana
- Medalla de la Campanya Americana
- Medalla de la Campanya Asiàtica-Pacífica amb 3 estrelles de servei
- Medalla de la Victòria a la II Guerra Mundial
- Medalla del Servei a la Defensa Nacional
- Medalla del Servei al Vietnam amb 2 estrelles de servei
- Orde Nacional del Vietnam, grau d'Oficial
- Creu per Valentia de la República del Vietnam amb Palma i Estrella d'Or
- Orde del Mèrit de Seguretat Nacional Coreana de 2a classe
- Legió d'Honor (Filipines)
- Creu per Valentia de la República del Vietnam (Citació d'Unitat)
- Medalla de la Campanya del Vietnam